# Marian Kowalewski
Marian Kowalewski (ur. 5 maja 1951, zm. 3 grudnia 2023) – specjalista w zakresie zarządzania strategicznego; zarządzania turystyką i rekreacją, do 31 sierpnia 2009 r. rektor Wyższej Szkoły Zarządzania Personelem w Warszawie, profesor w Zakładzie Organizacji i Zarządzania Instytutu Turystyki i Rekreacji Akademii Wychowania Fizycznego Józefa Piłsudskiego, a wcześniej m.in. szef Biura Konwojów i Pomocy Humanitarnej Centrum Operacyjnego Kwatery Głównej UNPROFOR; dyrektor Departamentu Bezpieczeństwa Międzynarodowego Ministerstwa Obrony Narodowej; radca ministra w Ministerstwie Obrony Narodowej; prorektor ds. dydaktycznych Prywatnej Wyższej Szkoły Zarządzania i Biznesu; Prorektor ds.dydaktycznych Akademii Obrony Narodowej.

## Kariera akademicka
Był absolwentem Akademii Sztabu Generalnego (1982). Bezpośrednio po studiach przyjął propozycję asystentury w Instytucie Badań Strategiczno-Obronnych. W tym samym roku rozpoczął studia na Podyplomowym Studium Dydaktyki oraz zaocznych studiach doktoranckich w ASG. Stopień naukowy doktora uzyskał w 1985 r. w ASG na podstawie rozprawy "Metody Heurystyczne w procesie podejmowania decyzji"; doktora habilitowanego 1990 r. w Akademii Obrony Narodowej, na podstawie rozprawy "Podstawy teorii obrony powietrznej".
W 1994 roku ukończył studia podyplomowe w George C. Marshall European Center for Security Studies w College Of Strategic Studies and Defence Economics.
W latach 1999–2004 prorektor do spraw dydaktycznych w Prywatnej Wyższej Szkole Biznesu i Administracji. Prorektor do spraw dydaktycznych Akademii Obrony Narodowej (2004).
W latach 2005–2009 rektor Wyższej Szkoły Zarządzania Personelem w Warszawie.
W 1995 roku został polskim członkiem Pugwash.
Od 2005 był profesorem Akademii Wychowania Fizycznego Józefa Piłsudskiego.
Do roku 2016 Dziekan Wydziału Turystyki i Rekreacji przez okres dwóch ustawowych kadencji.

## Kariera zawodowa
W latach 1993–1994 pełnił funkcję Szefa Biura Konwojów i Pomocy Humanitarnej Centrum Operacyjnego Kwatery Głównej UNPROFOR. Od 1995 do sierpnia 1999 roku był dyrektorem Departamentu Bezpieczeństwa Międzynarodowego Ministerstwa Obrony Narodowej i jednym z negocjatorów członkostwa Polski w NATO. W sierpniu 1999 roku został mianowany Radcą Ministra Obrony Narodowej.

## Dorobek naukowy
Kierował szeregiem prac naukowo-badawczych dotyczących bezpieczeństwa państwa, promował kolejnych doktorantów, prowadził wykłady głównie w Instytucie Dziennikarstwa Zagranicznego i Instytucie Spraw Międzynarodowych Uniwersytetu Jagiellońskiego, Studium Bezpieczeństwa Narodowego Uniwersytetu Warszawskiego, Krajowej Szkole Administracji Publicznej oraz w Wydziale Strategiczno-Obronnym Akademii Obrony Narodowej.
Od 1990 do lutego 2016 opublikował 39 artykułów, siedem monografii/raportów z badań prowadzonych w ramach projektów dofinansowanych przez Unię Europejską.

## Odznaczenia
- Krzyż Kawalerski Orderu Odrodzenia Polski (2015)[2][3]